# Са (тибетская буква)

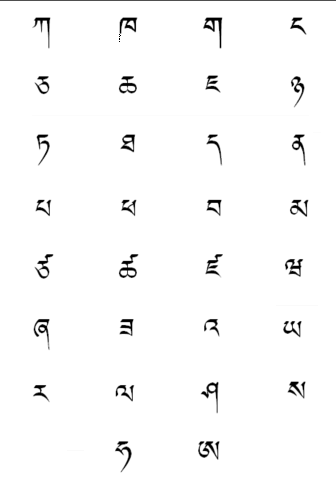

Са — 28-я буква тибетского алфавита, в слоге может занимать четыре разные позиции: са коренная (7 инициалей), саго — надписная, са-джеджук — суффикс и са-янгджук — второй суффикс. Скорописная буква «Са» в стиле умэ выглядит омоглифом русской рукописной буквы «И». Числовое соответствие: са - 28, си - 58, су - 88, сэ - 118, со - 148.
В тибетском букваре буква «са» ассоциирована со словом са - земля, почва.

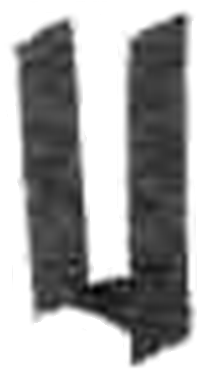
Са умэ

Таблица порядка расположения инициалей образованных буквой са в словаре:
| Инициаль | Дакчха      | Транскрипция | Пример                |
|          | Са          | Са           |                       |
|          | Саратаса    | Са           |                       |
|          | Салатала    | Ла           | нанлу - предательство |
|          | Гаосаса     | Са           |                       |
|          | Баосаса     | Са           |                       |
|          | Баосаратаса | Са           |                       |
|          | Баосалатала | Ла           |                       |